# El Paraíso (Peru)
El Paraíso é um complexo arqueológico monumental do Peru do Período Pré-cerâmico Tardio (também chamado Arcaico Tardio : 3500 a.C. - 1800 a.C.). El Paraíso era inicialmente conhecido como Chuquitanta. Está localizado no vale do rio Chillon, na costa central do Peru, a dois quilômetros do Oceano Pacífico. Pertence ao distrito de San Martin de Porres, na  Região de Lima na fronteira com a Região de Callao.
O Vale do Chillon, também abriga os seguintes sítios arqueológicos: Pampa de Los Perros e Pampa Culebras.

## Histórico da ocupação
O período de ocupação de El Paraíso foi relativamente curto, entre 1780 a.C. e 1055 a.C. Embora seja considerado um sítio do período pré-cerâmico para a maioria dos arqueólogos, a ocupação continuou até o início do Período Inicial (2500 a.C. - 1800 a.C.).
A designação desta civilização como pertencente ao Período Pré-cerâmico, (Fréderic Engel em 1957, a designava como Cotton Preceramic) também é contestada por alguns pesquisadores, especialmente por Shelia e Thomas Pozorski que argumentam que foi ocupada principalmente no começo do Período Inicial , período em que muitos lugares já se utilizavam da cerâmica. Como esta população não utilizava cerâmica durante sua ocupação inicial, eles consideram El Paraíso como um exemplo de Sítio  Acerâmico.
A finalidade do centro ainda não esta clara. A falta de depósitos substanciais de estrume em áreas de despejo e de áreas designadas para sepultamento, além de construções com grossas paredes de pedras extraídas das encostas locais, sugerem que não fosse um complexo residencial. Em vez disso, as evidências demonstram que El Paraíso fosse um centro comercial ou religioso, e possivelmente ambos. Além disso, também pode ter sido um centro especializado no controle e desenvolvimento da cultura do algodão, ao invés da produção de alimentos.
Os achados arqueológicos sugerem uma possível conexão com a Tradição Religiosa Kotosh dos Andes Centrais. O local tem a uma forma de U, criando uma praça de 70 000 metros quadrados. Esta disposição assemelha-se a muitos locais próximos localizados nos Vales Chillón-Rimac-Lurin do Período Cerâmico Posterior e, portanto, El Paraíso talvez fosse um possível precursor de desenvolvimentos arquitetônicos posteriores.
Alguns arqueólogos sugerem que a organização social necessária para construir El Paraíso representa o que é conhecido como uma sociedade que atingiram o nível de Chefatura , sem ainda ter uma política central, que engloba uma série de assentamentos autônomos e de regiões produtivas que permitiram a colaboração entre si como grupos regionais.
Ao contrário de Aspero e Caral, que faziam parte de uma região de interação sócio-econômica desenvolvida (conhecida como Civilização de Caral) durante o Período Pré-cerâmico Tardío, El Paraiso fazia parte de um grupo de centros isolados regionalmente e que se desenvolveram ao longo de várias partes da costa peruana. Moseley considera-o como um suporte principal de sua Teoria das Fundações Marítimas que discute que existe uma dependência dos recursos marinhos no estabelecimento de uma civilização de uma adiantada complexidade social na região.
Como o nome indica, o Período Pré-cerâmico nos Andes é marcado pela ausência de material cerâmico. Este foi um período de crescente complexidade social ao longo da costa peruana, que viu o aparecimento de centros com arquitetura monumental, aumento do comércio e maior interação regional, tanto ao norte como ao sul da costa, e tanto entre os grupos que viviam próximos à costa como entre os que viviam em altitude no Altiplano.
El Paraíso não parece ter sofrido qualquer evento catastrófico, mas houve um abandono gradual e relativamente rápido no Período Inicial. Não há indicação da a causa desse declínio e não há evidência de uma nova fase de reocupação.

## Descrição do sitio

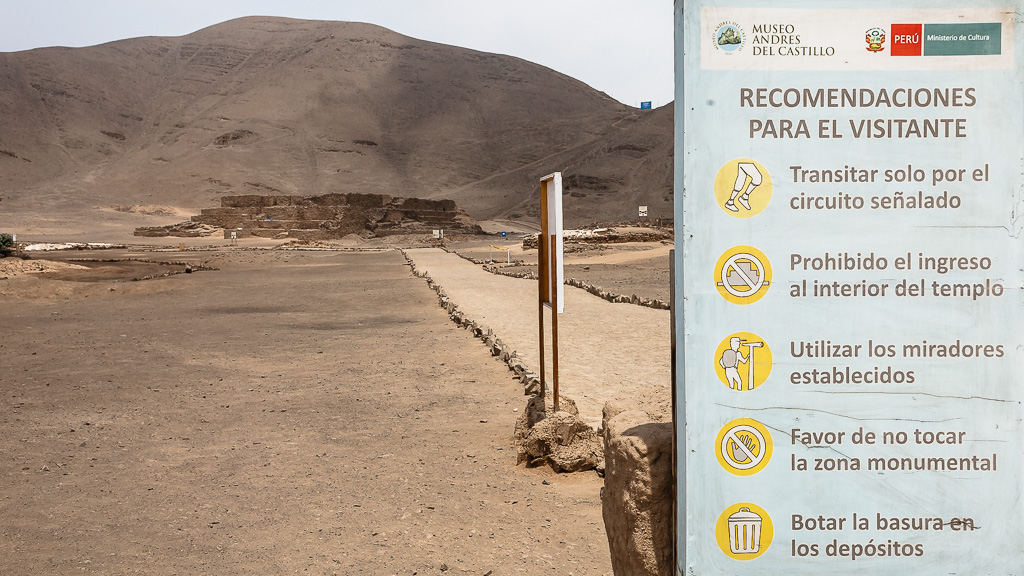
Visão Frontal do Complexo

Em 1965, o arqueólogo Frederic Engel identificou sete estruturas principais e as designou de Unidade I a Unidade VII. Esta convenção de nomeação foi continuada pela equipe de pesquisa de Quilter quando mais cinco estruturas foram identificadas em 1983.
El Paraiso é constituída basicamente de uma grande praça aberta de 70 000 metros quadrados flanqueada por duas grandes estruturas em forma de plataforma (Unidade II e Unidade IIII), cada uma com mais de 400 m de comprimento. Na borda sul da praça existe uma estrutura retangular de quatro níveis chamada Unidade I que em seu topo exibe um complexo de dezesseis quartos.
Comparando o traçado geral do sítio com outros pré-cerâmicos da região, como Aspero revela algumas divergências interessantes. Esses locais são organizados em uma típica forma de "U", com estruturas monumentais formando os lados e a parte inferior do "U". A estrutura do fundo do "U" sempre é a mais imponente. Já em El Paraíso, a estrutura do fundo é menos imponente que as estruturas laterais.
A posição geográfica de El Paraíso também é diferente dos outros sítios do Período Pré-cerâmico. Normalmente a vista dos sítios abarca uma grande área livre, na maioria dos casos com vista para o Oceano Pacífico. Já em El Paraíso a vista do oceano é bloqueada por colinas, e do local quase não se pode apreciar a vista. [23]

#### Unidade I

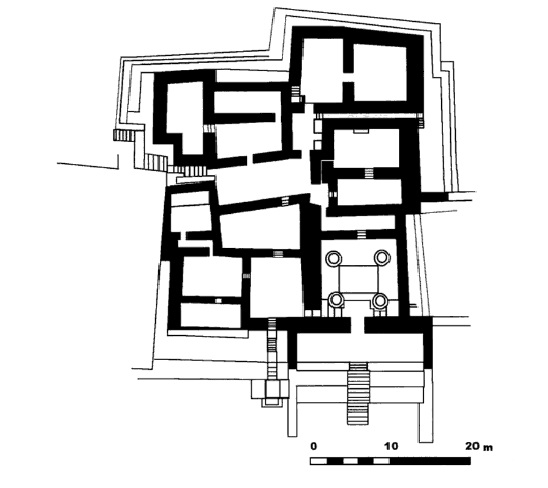
Planta da Unidade I

A estrutura referida como a Unidade I está localizada na extremidade sul da área do sítio. Foi construída com pedras extraídas de uma colina próxima, preenchidas com uma argamassa grosseira e recoberta com reboco amarelo e vermelho . A unidade é composta por quatro níveis construídas em épocas diferentes. A identificação das diferentes fases foi dificultada pela reconstrução durante as escavações da década de 1960. Soleiras internas e escadas indicam uma mudança no padrão de ocupação em toda as salas da unidade.
A sala 2 é a mais antiga deste complexo, e uma escavação de 80 x 80 cm feita no canto nordeste mostrou quatro pavimentos distintos, cada um separado por uma camada de estrume preto. O primeiro nível foi datado entre 175 a.C. e 325 e no nível mais recente entre 590 e 905. A última utilização desta sala sugere uso cerimonial.
A descoberta mais notável neste edifício foi uma oferta ritual colocada dentro de uma das paredes que consistia em uma grande pedra pintada com pigmento vermelho e coberta com pano de algodão, junto a ela havia uma cabaça cheia de comida e um saco de shicra em miniatura que continha pequenos pedaços de carbonato de cálcio brancos embrulhados nas folhas de uma árvore frutífera.
Quilter sugeriu que existe uma complexa dinâmica de controle do espaço neste site. Os quartos do noroeste da Unidade I são acessados facilmente a partir do exterior da estrutura por escadarias largas, mas os quartos que compõem a metade sul do complexo só podem ser acessado através de uma única escada no lado leste ou através de corredores longos e estreitos ao longo do lado oeste da estrutura.

#### Unidade II
Tal como a Unidade I, a Unidade II apresenta vários níveis e evidências de várias fases de construção. O nível superior da escavação revelou um piso de argila, com cerâmica datando do Período Intermediário. Mais profundamente, duas linhas paralelas de pedra (possivelmente paredes ou fundações) foram encontradas. Colunas únicas engajadas foram encontradas em duas das paredes de um dos quartos menores no quadrante noroeste. Características como essas não foram observadas em outros locais pré-cerâmicos na costa peruana.
Existe nesta Unidade uma sala principal de 5 metros quadrados. As escavações realizadas em seus níveis superiores revelaram fragmentos de cerâmica, fragmentos de pano e dejetos domésticos sugerindo um uso misto durante a ocupação. Uma pequena lareira central foi encontrada num nível mais baixo. Em um dos quartos anexo encontraram dois pilares curtos ou colunas unidas às paredes opostas. Um esqueleto de um pássaro imaturo, vértebras de um peixe pequeno, e de um caranguejo foram encontrados. Uma grande quantidade de guano de pássaro, partes de esqueletos de aves e penas foram encontradas nas camadas inferiores, mas não foram encontrados nenhum resíduo associado de caixas de nidificação ou outras estruturas que indicasse implementação da avicultura. No entanto, a abundância indica que as aves eram importantes neste local quer como ritual, produção ou consumo. Outros artefatos encontrados nesta sala também incluíam algodão, lã, agulhas e nove tijolos de adobe. A diversificação de artefatos sugere múltiplos padrões de atividade.

#### Unidade III
A Unidade III, uma estrutura que Engle identificou como uma pilha de entulho,  Quilter especula que  pode ser de fato duas estruturas que se colapsaram.

#### Unidade IV
A Unidade IV é uma estrutura de um único nível que mostra evidências de ter sido saqueada. Foi feita uma escavação adjacente ao buraco feito pelos saqueadores. O resultado da escavação demonstrou que o chão era de argila e que havia uma grande quantidade de material faunístico. Em vez de um local para habitação, Quilter especula que esta Unidade possa ser um local de festas associado a Unidade I.

#### Danos de 2013
No final de junho de 2013, uma das estrutura do complexo El Paraíso foi completamente destruída. Empresas imobiliárias usaram escavadeiras para derrubar o edifício, em seguida, espalharam lixo sobre os escombros e o incendiou. A polícia impediu a destruição de mais 11 estruturas do local. Antes de ser destruída, a estrutura ocupava aproximadamente 2.500 metros quadrados e tinha 6 metros de altura. As empresas associadas a este incidente, foram identificadas como a Alisol e a Provelanz.